# O papagaio do moleque
O papagaio do moleque (Vertaald: Een vlieger van een straatjongen) is een compositie van Heitor Villa-Lobos. Hij omschreef het als een episódio sinfónica.
De componist schreef zelf een inleiding tot dit werk. Hij portretteerde een jongen die is gaan vliegeren op een zomerdag. Een groep opgeschoten jeugd komt voorbij en zij beginnen een vliegergevecht. Na wat tegenslag overwint toch de vrolijke vlieger. 
Villa-Lobos gaf zelf leiding aan de première van dit werk op 21 maart 1948 in de Parijse Salle Gaveau met het Orchestre Pasdeloup. Hij schreef voor dit vliegergevecht het volgende instrumentarium voor:
- 1 piccolo, 2 dwarsfluiten, 2 hobo’s, 1 althobo, 2 klarinetten, 1 basklarinet,  2 fagotten, 1 contrafagot
- 4 hoorns, 4 trompetten, 4 trombones, 1 tuba
- pauken, percussie, 2 tokkelinstrumenten, piano
- violen, altviolen, celli, contrabassen

Serge Lifar aan wie het werk is opgedragen was balletdanser en choreograaf. Hij had een aantal jaren hiervoor een choreografie gemaakt voor Choros nr. 10. Eschig gaf het werk uit onder de titel Le cerf volant du gamin. Het was op het afscheidsconcert van de componist op 12 juli 1959 het op een na laatste werk, dat hij zou dirigeren, Choros nr. 6 was wat dat betreft het laatste.